# Manège royal (Budapest)
Le manège royal de Budapest est un ancien manège équestre situé dans le quartier du château juste à côté du palais royal dans le 1er arrondissement de la capitale. 
Construit entre 1899 et 1902, il est démoli en 1950. Reconstruit dans le cadre du programme Hauszmann entre 2016 et 2019, il est utilisé comme lieu évènementiel.

## Histoire
Le compromis austro-hongrois de 1867 fait de Budapest la deuxième capitale de la monarchie danubienne. Cela nécessite une représentation royale adéquate à Budapest. A cet effet, le palais royal et ses environs sont généreusement agrandis sous la direction des architectes Miklós Ybl et Alajos Hauszmann et un magnifique manège est construit.
Pendant la Seconde Guerre mondiale, le manège subit des dommages considérables mais non irréversibles, cependant le régime communiste décide en 1950 de le démolir pour des raisons politiques.
La reconstruction est dirigée à partir de 2016 selon les plans originaux d'Alajos Hauszmann. La construction est achevée en septembre 2019.

## Galerie

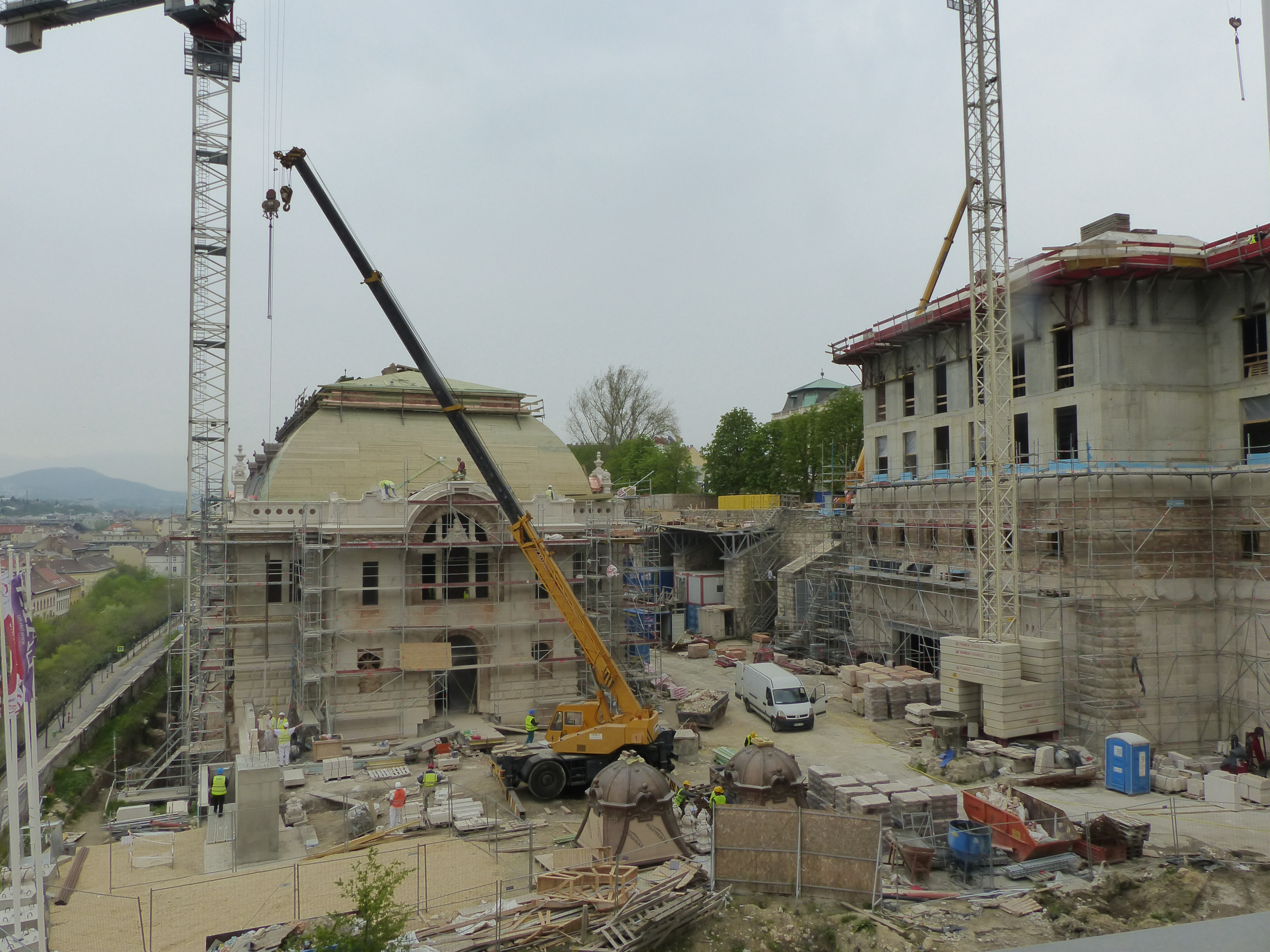
Reconstruction de l'édifice
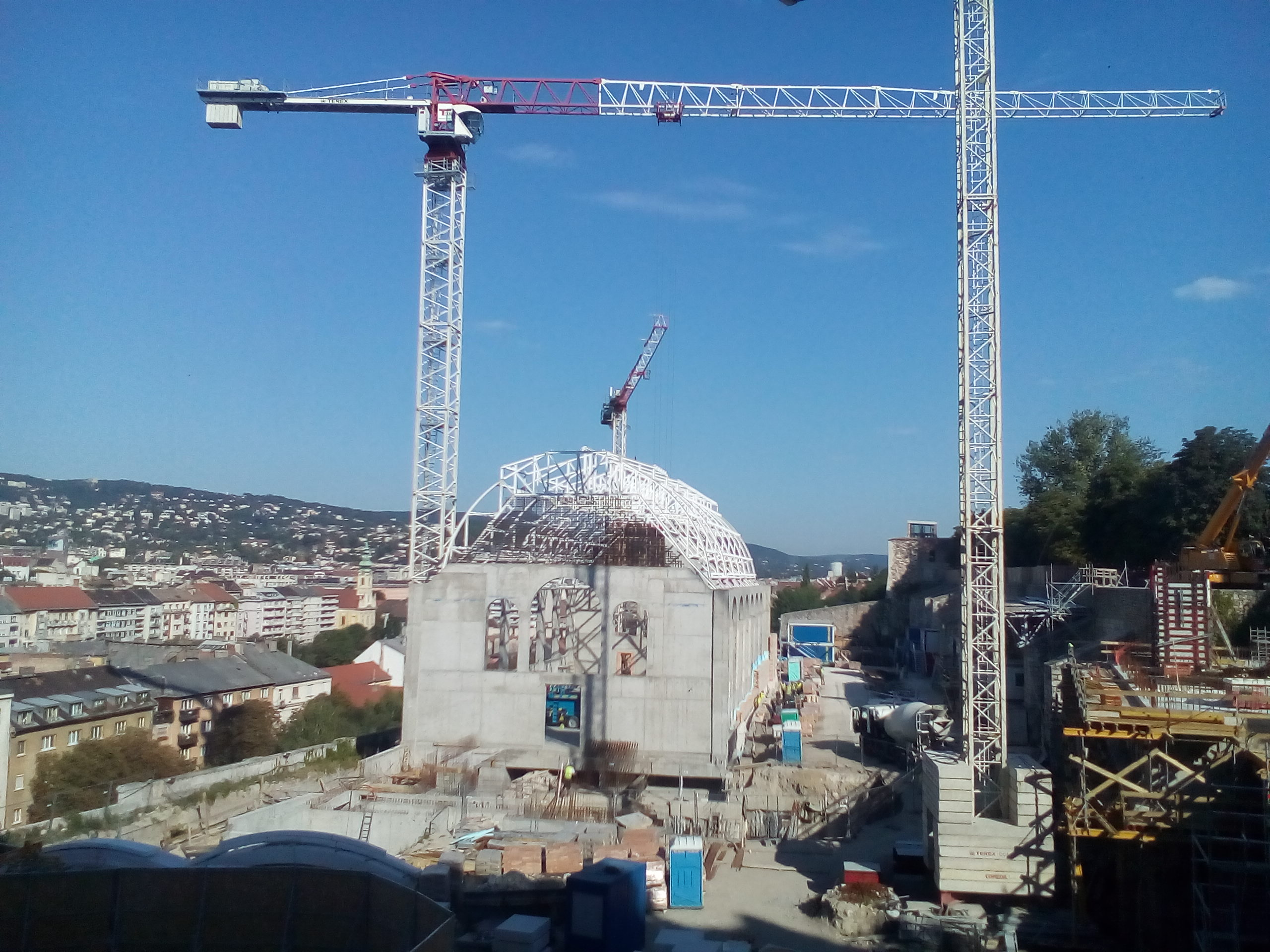
Chantier de reconstruction
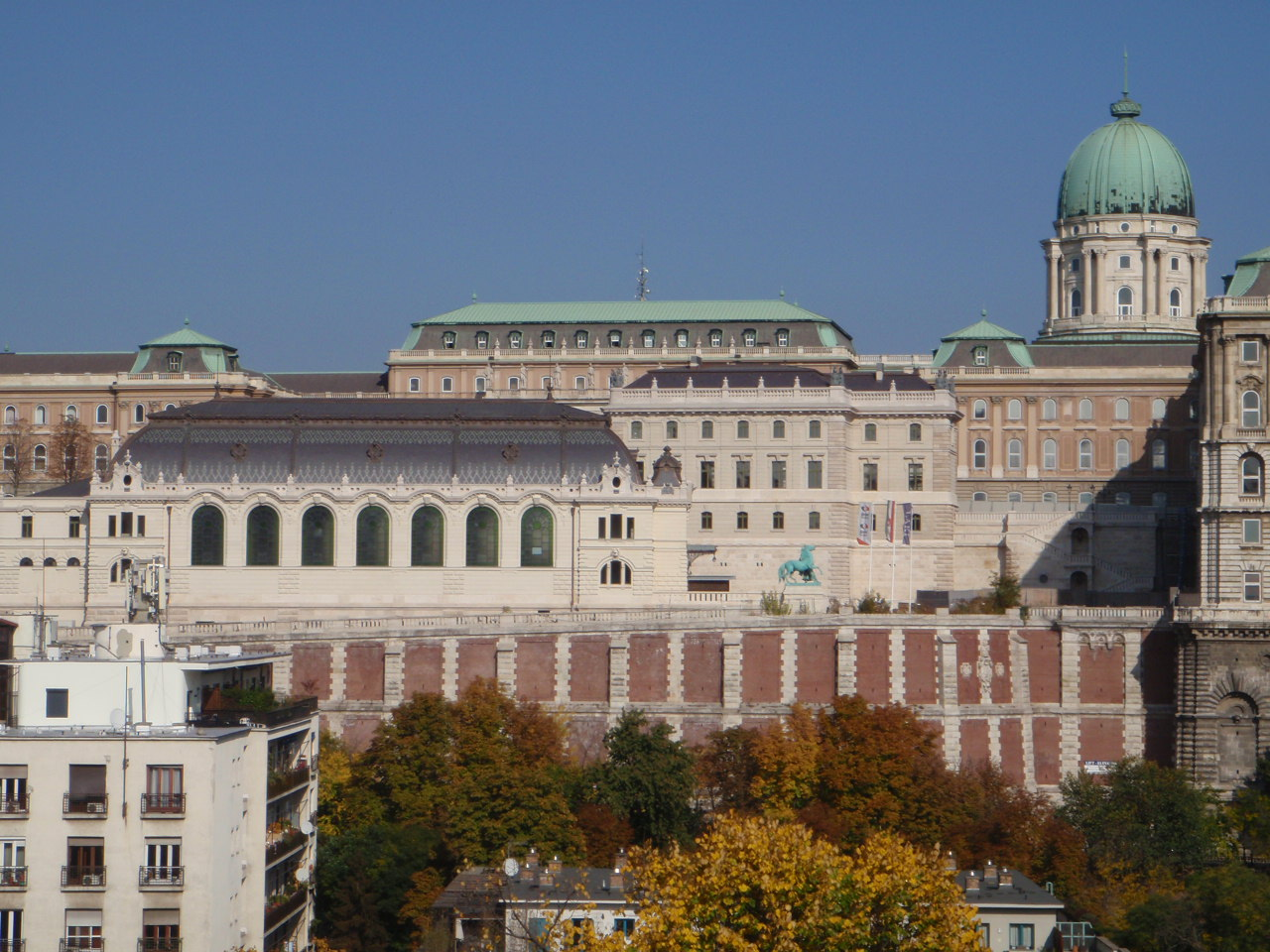
Le manège reconstruit (fin 2019) sur la gauche; au fond, le Château royal de Budapest

## Liens web
- Quartier du Château
- Palais du château